# Сибирски жерав
Сибирският жерав (Grus leucogeranus) е вид птица от семейство Жеравови (Gruidae). Видът е критично застрашен от изчезване.

## Разпространение
Разпространен е в Азербайджан, Китай, Иран, Казахстан, Монголия, Русия и Узбекистан.